# Vasakyrkan, Umeå
Se även: Vasakyrkan
Vasakyrkan i Umeå ligger i samma hus som före detta Hotell Vasa invid Vasaplan i centrala Umeå. Kyrkan drivs av EFS och har verksamhet för många åldrar. Vasakyrkan har cirka 300 medlemmar. 